# Sandsfjorden (Sande)
Sandsfjorden er en fjord i Sande kommune i Møre og Romsdal fylke i Norge. Den ligger mellem Sandsøya i vest og Gurskøya i øst. Fjorden går omkring 4,5 kilometer mod syd Norskehavet ind  til Nupeneset på Gurskøya. Herfra fortsetter den som Hallefjorden.
Fjorden er omkring  en kilometer bred og er på det dybeste 236 meter. 
Ved Nupeneset går fjordarmen Gursken mod sydøst på Gurskøya. Nord for Gursken ligger Gjerdvika med bygderne Gjerde og Sandanger. På vestsiden af fjorden ligger Sandshamn.